# 波連斯基山
48°27′8″N 24°20′6.9″E / 48.45222°N 24.335250°E

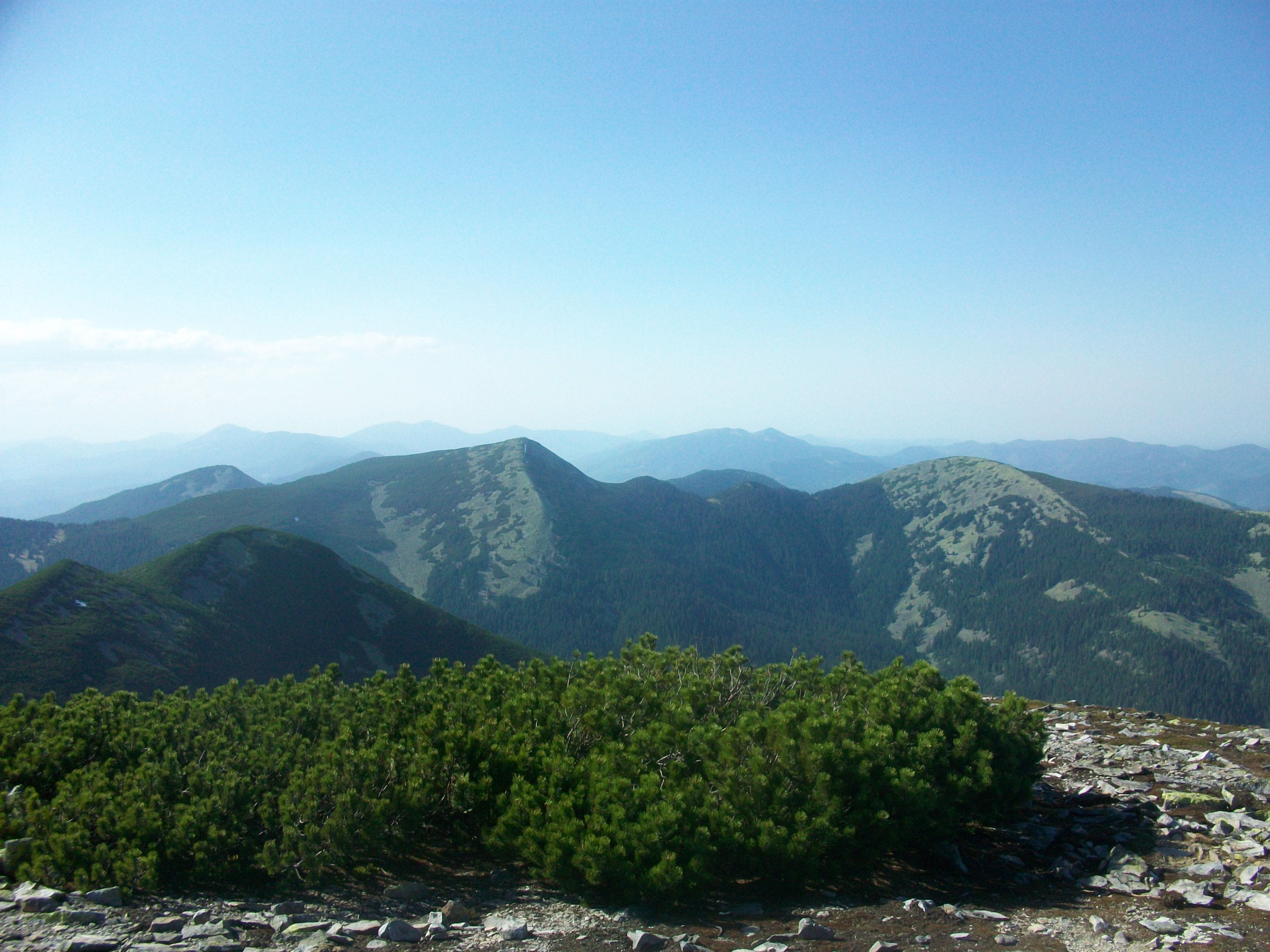

波連斯基山（烏克蘭語：Полєнський）是烏克蘭的山峰，位於該國西部伊萬諾-弗蘭科夫斯克州，屬於烏克蘭喀爾巴阡山脈中戈爾加內山脈的一部分，海拔高度1,693米。